# Cameroceras
Cameroceras je vyhynulý rod obřích dravých hlavonožců z řádu endocerátů. Největšího rozmachu dosáhl rod v době před 470 miliony let a většina jeho příslušníků vyhynula v důsledku vymírání ordovik–silur, nejmladší nálezy jsou z wenlockého období před zhruba 425 miliony let. Typový druh Cameroceras trentonense popsal roku 1842 Timothy Abbott Conrad, nálezy kamerocerů pocházejí především ze Severní Ameriky, Sibiře a Pyrenejského poloostrova.

## Popis
Rekonstrukce vzhledu je možná pouze ze zlomků ulit, vědci soudí, že šlo o jednoho z největších živočichů a vrcholového predátora své doby. Podle nalezených fosilií dosahoval kameroceras délky až okolo pěti metrů, i když některé starší odhady uváděly téměř deset metrů. Měkké tkáně byly chráněny ulitou ve tvaru protáhlého kužele, rozdělenou příčně na přihrádky (název cameroceras pochází z řeckých slov „komora“ a „roh“), v přední části těla měl živočich chapadla a tvrdý zobák, jímž zpracovával kořist, kterou tvořili menší měkkýši, trilobiti a bezčelistnaté ryby. Předpokládá se, že podobně jako recentní loděnkovití používal dutiny v ulitě jako tlakové komory, které mu umožňovaly pohyb, převážně však žil přisedle na mořském dně.

## Druhy
- C. alternatum
- C. hennepini
- C. inaequabile
- C. inopinatum
- C. stillwaterense
- C. trentonense